# Анхела Марамбіо
Анхела Марамбіо (нар. 26 березня 1975, Він'я-дель-Мар, Чилі) — чилійська оперна співачка (сопрано). 

## Біографія
Анхела Марамбіо народилася 26 березня 1975 року у Він'я-дель-Мар. Вивчала вокал в Інституті музики (Сантьяго). Анхела виступає на найпрестижніших оперних сценах та є лауреатом багатьох міжнародних вокальних конкурсів. 

## Нагороди
- І премія Міжнародного конкурсу вокалістів імені Віньяса (2002)[8]